# Eva Hesse
Eva Hesse, née le 11 janvier 1936 à Hambourg et morte le 29 mai 1970 à New York, est une sculptrice et peintre américaine d'origine allemande. Elle appartient au mouvement artistique Anti-Form. Certaines de ses œuvres sont exposées dans la collection permanente du Centre Pompidou.

## Biographie
A l'âge de trois ans, Eva Hesse quitte l'Allemagne avec ses parents qui s'installent à New-York pour fuir le régime nazi. Le suicide de sa mère en 1946 sera pour elle un traumatisme.
En 1952, Eva Hesse reçoit son diplôme de l'École de New York d'art industriel. En 1953, elle étudie à l'Institut Pratt de New York et à Cooper Union jusqu'en 1957, puis à la Yale School of Art and Architecture jusqu'en 1959, où elle a comme professeur Josef Albers et obtient une licence en art (Bachelor of Arts in Fine Arts). Après ce passage à Yale, elle retourne à New York, devient amie avec de nombreux jeunes artistes comme Sol LeWitt, Donald Judd, Carl Andre et développe un intérêt pour la peinture et le dessin, comme en témoignent ses nombreux cahiers.
En 1961, elle rencontre et épouse le sculpteur Tom Doyle. En août 1962, ils participent tous les deux à un happening d'Allan Kaprow à l'Art Students League de New York. Eva Hesse réalise à cette occasion sa première pièce en trois dimensions : un costume en grillage et jersey. En 1963, elle expose une sélection d'œuvres sur papier à la galerie Allan Stone dans l'Upper East Side.
En 1964, le couple, dont le mariage tourne court, vit et travaille en Allemagne, dans une usine de textile abandonnée dans la région de Kettwig-am-Ruhr. Eva Hesse n'est pas heureuse d'être de retour dans son pays natal, mais commence à sculpter avec des matériaux qui avaient été laissés dans l'usine abandonnée : elle réalise ainsi ses premières sculptures faites de cordes, de fils électriques, et de masonite, aux titres ludiques comme Eighter from Decatur et Oomamaboomba (1965).
En 1965, de retour à New York dans le quartier de la Bowery, elle commence à travailler avec les matériaux caractéristiques de son œuvre : latex, fibre de verre et matières plastiques. Elle est associée à la tendance postminimaliste anti-forme, qui regroupe des Américains tels que Robert Morris et Bruce Nauman.
En 1966, elle participe à des expositions à New York comme Eccentric Abstraction et Abstract Inflationism and Stuffed Expressionism. En septembre 1968, Eva Hesse commence à enseigner à l'École d'arts visuels de New York.
En 1969, on lui diagnostique une tumeur au cerveau. Sa mort le 29 mai 1970 à 34 ans met fin à une carrière d'à peine dix ans.

### Œuvre
- 1960 : Sans titre[10].
- 1965 : Ringaround Arosie[3]
- 1966 : Metronomic Irregularity, Hang Up[3]
- 1968 : Sans II[3], Repetition Nineteen III[4], Accession V[4]
- 1969 : Expanded Expansion[11],[12]
- 1970 : Seven Poles[8]

### Exposition
- 1966 : Eccentric Abstraction[9], galerie Fischbach, commissariat de Lucy Lippard
- 1969 : Anti-Illusion:Process/Materials[12], Whitney
- 1993 : rétrospective au Jeu de paume[13], Paris
- 2003 : Tate Modern[3], Londres, commissariat de Elisabeth Sussmann et Renate Petzinger[14]
- 2006 : Musée juif de New York, commissariat d'Arthur Danto[12]
- 2018 : Eva Hesse: Arrows and Boxes, Repeated[4], galerie Craig F. Starr, New York
- 2018 : American Masters[15], galerie nationale d'Australie, Canberra

### Filmographie
- 1988 : 4 Artists: Robert Ryman, Eva Hesse, Bruce Nauman, Susan Rothenberg de Michael Blackwood
- 1996 : Reclaiming the Body: Feminist Art in America de Michael Blackwood avec Louise Bourgeois et Eva Hesse
- 2016 : Eva Hesse de Marcie Begleiter[16],[9]